# Іван Міранда
Іван Міранда (ісп. Iván Miranda; нар. 8 березня 1980) — колишній перуанський тенісист.
Найвищу одиночну позицію світового рейтингу — 104 місце досяг 14 липня 2003, парну — 206 місце — 9 серпня 2004 року.

## Титули в одиночному розряді (3)
| Легенда (одиночний розряд) |
| Великий шлем (0)           |
| Tennis Masters Cup (0)     |
| Серія Мастерс ATP (0)      |
| Тур ATP (0)                |
| Челлендери (3)             |

| Ранг | Дата | Турнір         | Покриття | Суперник у фіналі | Рахунок  |
| 1.   | 2002 | Салінас        | Тверде   | Рікардо Мелло     | 6–3, 6–4 |
| 2.   | 2008 | Салінас        | Тверде   | Дієго Хункейра    | 6–2, 6–2 |
| 3.   | 2008 | Туніка-Резортс | Ґрунт    | Карстен Болл      | 6–4, 6–4 |

### Поразка (3)
| Ранг | Дата | Турнір  | Покриття | Суперник у фіналі | Рахунок  |
| 1.   | 2002 | Грамаду | Тверде   | Жуліо Сілва       | 4–6, 2–6 |
| 2.   | 2003 | Салінас | Тверде   | Джованні Лапентті | 3–6, 4–6 |
| 3.   | 2008 | Умакао  | Тверде   | Жіль Мюллер       | 5–7, 6–7 |